# Copa de Honor MCBA 1913
La Copa de Honor MCBA 1913 fue la novena edición de esta competencia organizada por la Asociación Argentina de Football.
El ganador fue el Racing Club, quien venció en la final a Club Atlético Estudiantes por 5 a 1, siendo esta su segunda consagración en el certamen. De esta manera, Racing Club obtuvo el derecho de participar en la Copa de Honor Cusenier dónde tuvo en frente al campeón uruguayo de la Copa de Honor (Uruguay).

## Sistema de disputa
Se jugó por eliminación directa a un solo partido. En caso de empate, se jugaba tiempo extra, y en caso de persistir se desarrollaba un nuevo encuentro.
El campeón obtenía el derecho de participar en la Copa de Honor Cusenier, frente al campeón de la Copa de Honor (Uruguay).

## Equipos
| Equipo                    | Ciudad       |
| ------------------------- | ------------ |
| Belgrano Athletic         | Buenos Aires |
| Boca Juniors              | Buenos Aires |
| Club Atlético Estudiantes | Buenos Aires |
| Estudiantil Porteño       | Buenos Aires |
| Ferrocarril Sud           | Tandil       |
| Ferro Carril Oeste        | Buenos Aires |
| Platense                  | Buenos Aires |
| River Plate               | Buenos Aires |
| San Isidro                | San Isidro   |
| Racing Club               | Avellaneda   |
| Quilmes Athletic Club     | Quilmes      |
| Unión                     | Santa Fe     |
| Club Atlético Argentino   | Rosario      |
| Newell's Old Boys         | Rosario      |
| Club Atlético Provincial  | Rosario      |
| Rosario AC                | Rosario      |

## Desarrollo
|  | Octavos de final    | Octavos de final    |                |      | Cuartos de final     | Cuartos de final     |  |  | Semifinales            | Semifinales            |  |  | Final                  | Final                  |
|  | 13 de julio de 1913 | 13 de julio de 1913 |                |      | 4 de octubre de 1913 | 4 de octubre de 1913 |  |  | 1 de noviembre de 1913 | 1 de noviembre de 1913 |  |  | 9 de noviembre de 1913 | 9 de noviembre de 1913 |
|  |                     |                     |                |      |                      |                      |  |  |                        |                        |  |  |                        |                        |
|  |                     |                     |                |      |                      |                      |  |  |                        |                        |  |  |                        |                        |
|  |                     |                     |                |      |                      |                      |  |  |                        |                        |  |  |                        |                        |
|  | River Plate         | 2                   |                |      |                      |                      |  |  |                        |                        |  |  |                        |                        |
|  | River Plate         | 2                   |                |      |                      |                      |  |  |                        |                        |  |  |                        |                        |
|  | CA Estudiantes      | 4                   |                |      |                      |                      |  |  |                        |                        |  |  |                        |                        |
|  | CA Estudiantes      | 4                   | CA Estudiantes | w.p. |                      |                      |  |  |                        |                        |  |  |                        |                        |
|  |                     |                     |                | w.p. |                      |                      |  |  |                        |                        |  |  |                        |                        |
|  |                     | Belgrano AC         | l.p.           |      |                      |                      |  |  |                        |                        |  |  |                        |                        |
|  | Belgrano AC         | Belgrano AC         | l.p.           | 6    |                      |                      |  |  |                        |                        |  |  |                        |                        |
|  | Belgrano AC         |                     |                | 6    |                      |                      |  |  |                        |                        |  |  |                        |                        |
|  | Quilmes             | 2                   |                |      |                      |                      |  |  |                        |                        |  |  |                        |                        |
|  | Quilmes             | 2                   | CA Estudiantes | 5    |                      |                      |  |  |                        |                        |  |  |                        |                        |
|  |                     |                     |                | 5    |                      |                      |  |  |                        |                        |  |  |                        |                        |
|  |                     | Boca Juniors        | 4              |      |                      |                      |  |  |                        |                        |  |  |                        |                        |
|  | CA Argentino        | Boca Juniors        | 4              | 3    |                      |                      |  |  |                        |                        |  |  |                        |                        |
|  | CA Argentino        |                     |                | 3    |                      |                      |  |  |                        |                        |  |  |                        |                        |
|  | Boca Juniors        | 4                   |                |      |                      |                      |  |  |                        |                        |  |  |                        |                        |
|  | Boca Juniors        | 4                   | Boca Juniors   | 4    |                      |                      |  |  |                        |                        |  |  |                        |                        |
|  |                     |                     |                | 4    |                      |                      |  |  |                        |                        |  |  |                        |                        |
|  |                     | Newell's Old Boys   | 0              |      |                      |                      |  |  |                        |                        |  |  |                        |                        |
|  | Newell's Old Boys   | Newell's Old Boys   | 0              | 1    |                      |                      |  |  |                        |                        |  |  |                        |                        |
|  | Newell's Old Boys   |                     |                | 1    |                      |                      |  |  |                        |                        |  |  |                        |                        |
|  | Unión               | 0                   |                |      |                      |                      |  |  |                        |                        |  |  |                        |                        |
|  | Unión               | 0                   | CA Estudiantes | 1    |                      |                      |  |  |                        |                        |  |  |                        |                        |
|  |                     |                     |                | 1    |                      |                      |  |  |                        |                        |  |  |                        |                        |
|  |                     | Racing Club         | 5              |      |                      |                      |  |  |                        |                        |  |  |                        |                        |
|  | San Isidro          | Racing Club         | 5              | 3    |                      |                      |  |  |                        |                        |  |  |                        |                        |
|  | San Isidro          |                     |                | 3    |                      |                      |  |  |                        |                        |  |  |                        |                        |
|  | Rosario AC          | 2                   |                |      |                      |                      |  |  |                        |                        |  |  |                        |                        |
|  | Rosario AC          | 2                   | San Isidro     | 2    |                      |                      |  |  |                        |                        |  |  |                        |                        |
|  |                     |                     |                | 2    |                      |                      |  |  |                        |                        |  |  |                        |                        |
|  |                     | Platense            | 1              |      |                      |                      |  |  |                        |                        |  |  |                        |                        |
|  | Platense            | Platense            | 1              | 5    |                      |                      |  |  |                        |                        |  |  |                        |                        |
|  | Platense            |                     |                | 5    |                      |                      |  |  |                        |                        |  |  |                        |                        |
|  | CA Provincial       | 0                   |                |      |                      |                      |  |  |                        |                        |  |  |                        |                        |
|  | CA Provincial       | 0                   | Racing Club    | 2    |                      |                      |  |  |                        |                        |  |  |                        |                        |
|  |                     |                     |                | 2    |                      |                      |  |  |                        |                        |  |  |                        |                        |
|  |                     | CAd San Isidro      | 0              |      |                      |                      |  |  |                        |                        |  |  |                        |                        |
|  | Racing Club         | CAd San Isidro      | 0              | 6    |                      |                      |  |  |                        |                        |  |  |                        |                        |
|  | Racing Club         |                     |                | 6    |                      |                      |  |  |                        |                        |  |  |                        |                        |
|  | Ferrocarril Sud     | 1                   |                |      |                      |                      |  |  |                        |                        |  |  |                        |                        |
|  | Ferrocarril Sud     | 1                   | Racing Club    | 4    |                      |                      |  |  |                        |                        |  |  |                        |                        |
|  |                     |                     |                | 4    |                      |                      |  |  |                        |                        |  |  |                        |                        |
|  |                     | Estudiantil Porteño | 0              |      |                      |                      |  |  |                        |                        |  |  |                        |                        |
|  | Estudiantil Porteño | Estudiantil Porteño | 0              | 8    |                      |                      |  |  |                        |                        |  |  |                        |                        |
|  | Estudiantil Porteño |                     |                | 8    |                      |                      |  |  |                        |                        |  |  |                        |                        |
|  | Ferro Carril Oeste  | 1                   |                |      |                      |                      |  |  |                        |                        |  |  |                        |                        |
|  | Ferro Carril Oeste  | 1                   |                |      |                      |                      |  |  |                        |                        |  |  |                        |                        |

```
FINAL
```

|  | Copa de Honor "Municipalidad de Buenos Aires" 1913 |                           |   |  |   |  |
|  |                                                    |                           |   |  |   |  |
|  | Racing Club                                        | Racing Club               | 5 |  | 5 |  |
|  | Racing Club                                        | Racing Club               | 5 |  | 5 |  |
|  | Club Atlético Estudiantes                          | Club Atlético Estudiantes | 1 |  | 1 |  |
|  | Club Atlético Estudiantes                          | Club Atlético Estudiantes | 1 |  | 1 |  |

| 0 de noviembre de 1912 | Racing Club | 5 - 1 | Club Atlético Estudiantes | Estadio Ferro Carril Oeste, Buenos Aires |  |
|                        |             |       |                           | Asistencia: 4 000 espectadores           |  |

|                                |
|                                |
| Campeón Racing Club 2.º título |

| Predecesor: 1912 Campeón: Racing Club | Copa de Honor "Municipalidad de la Ciudad de Buenos Aires" 1913 IX edición | Sucesor: 1915 Campeón: Racing Club |